# Metafyzika
Metafyzika (z řeckého τὰ μετὰ τὰ φύσικα ta meta ta fysika to, co je za fyzickým) je filosofická disciplína, která zkoumá základní kategorie, jsoucno a bytí v jeho obecnosti, až po bytí nejvyššího jsoucna – Boha (přirozená teologie). Metafyzika se nezabývá vlastnostmi různých jsoucen ani přírodními zákony, ale otázkami, které jdou za metodiku a možnosti přírodních věd. Stojí tak v protikladu k empirickým, například přírodním vědám, a zkoumá to, co tyto vědy nutně už předpokládají. Proto ji Aristotelés nazýval „první filosofií“, Kant se ji snažil nahradit kritikou poznání a mnozí moderní filosofové ji zcela odmítají.

## Původ slova
Pojem metafyzika pochází z označení části Aristotelových spisů, které se nacházejí za spisy o přírodě (tzv. Fyzikami) a které se zabývaly duchovními a nehmotnými skutečnostmi. Svitky těchto spisů byly totiž ve starověkých knihovnách uchovávány za těmito Fyzikami.
Později se metafyzika vyvinula v obecné označení nauky o nejvyšším Jsoucnu. Metafyzika ale není zkoumáním Boha, nýbrž součástí jejího zkoumání jsoucna je zvláště u klasických filozofů také otázka po Bohu z hlediska jsoucna a bytí.

## Dělení metafyziky
V klasickém třídění filosofické systematiky Christiana Wolffa se metafyzika jako taková dělí následovně:
- obecná metafyzika (metaphysica generalis) neboli ontologie, která se zabývá jsoucnem jako takovým
- speciální metafyzika (metaphysica specialis), která se zabývá nehmotnými skutečnostmi:
  - přirozená teologie se zabývá Bohem coby nejvyšším Jsoucnem,
  - přirozená psychologie se zabývá duší,
  - kosmologie se zabývá světem, jeho původem a účelem.[3]

## Kritika metafyziky
Metafyzice bývá vyčítáno nejasné vymezení, složitá výstavba pojmů a neověřitelnost jejích závěrů. Zásadní kritiku metafyziky podal Immanuel Kant: podle něho totiž přesahuje možnosti lidského poznání. Místo toho předložil v „Kritice čistého rozumu“ svoji vlastní „první filosofii“, totiž kritiku poznání. Mezi kritiky metafyziky patří také filosofové Vídeňského kroužku a mnoho představitelů empirismu. Marxismus klade metafyziku do protikladu k dialektice a vytýká jí, že jsoucno chápe jako neměnné a nehybné. Někteří novodobí myslitelé (například Rudolf Carnap) se domnívali, že metafyzika je v podstatě nesmyslná, protože její výpovědi se nedají ani ověřit ani vyvrátit.

## Marxismus
Marxismus vkládá do pojmu "metafyzika" jiný obsah. Metafyzikou rozumí marxismus metodu přístupu k přírodním jevům, která je protikladná dialektice. 